# Eli Møller
Eline Møller (født 9. december 1863 i Sejling, død 21. maj 1941 i København) var dansk gynækolog.

## Familie og opvækst
Datter af højskolemoder og kvindesagsforkæmper Jutta Bojsen-Møller født Boisen (17 marts 1837 i Store Heddinge - 12. januar 1927 i København) og sognepræst Frederik Otto Ditlev Møller, (23. juli 1814 i Odder - 27. juni 1892 i København). 
Eli var den tredje i rækken af otte børn og voksede op i traditionsrig grundtvigiansk præsteslægt i Sejling. Familien flyttede tilbage til Sjælland da Eli var 11. Familien finansierede de seks brødres uddannelse, mens Eli måtte finansiere sin egen uddannelse. 

## Lægegerning
I 1895 tog Eli kandidateksamen ved medicinstudiet på Københavns Universitet som den tiende i rækken af kvindelige læger i Danmark.
Hun havde stor interesse for gynækologi og obstetrik, og offentliggjorde tidligt i karrieren et større videnskabeligt arbejde om en alternativ fødestilling, det walcherske hængeleje. I modsætning til Danmarks første kvindelige læge Nielsine Nielsen, der også ønskede at specialisere sig i gynækologi, lykkedes det for Eli. 
Eli havde faglige mentorer i Leopold Meyer og Thorkild Rovsing og i 1906 blev hun Danmarkshistoriens første kvindelige dr.med. på disputatsen "Partus præmaturus artificialis ved mekanisk Misforhold", der handlede om vanskelige fødsler fremkaldt før tiden.
I 1907 blev hun reservekirurg hos Thorkild Rovsing på Frederiks Hospital og derefter i 1910 overtog hun ledelsen af en privat klinik for kvindesygdomme og fødselshjælp på Hauser Plads.
Fra 1921 stod hun for seksualoplysning i Dansk Kvindesamfunds regi og holdt forelæsninger om moderskab og kvindelig seksualhygiejne for universitetsstuderende og unge kvinder ved København kommunes fortsættelseskurser. Eli var ikke en forkæmper for seksuelt løssluppenhed men hun udtalte dog at "Man maa forstaa den Tid, man lever i" og mente at det var vigtigt at man havde indsigt i basale kønslige spørgsmål. Senere kvindelige læger som Dida Dederding og Johanne Næser overtog hendes syn på køn og seksualitet.

## Kvinderegensen
Eli startede i 1929 en landsindsamling for Danmarks første kvindekollegium, Kvinderegensen, som blev indviet i 1932 med dronning Alexandrine som protektrice. Hun var formand for kollegiets første eforat og modtog i 1932 Fortjenstmedaljen i guld for sit initiativ. 

## Ægteskab
Eli giftede sig 5. juni 1913, som 50-årig, med den seks år yngre gynækologkollega Alfred Theodor Helsted (1. januar 1870 i København - 22. februar 1940 København). Ægteskabet var naturligt nok barnløst men ægtefællerne var havde et godt faglig parløb. I 1922 skrev de sammen afsnittet "Sygdomme i de kvindelige Kønsorganer" i "Lærebog i Kirurgi". 
I 1933 blev Eli ramt af flere alvorlige hjerneblødninger,og i den sidste tid var hun fuldstændig afhængig af ægtefællens kærlige pleje.